# بابا وليامز
بابا وليامز (بالإنجليزية: Papa Williams)‏ هو لاعب كرة قاعدة أمريكي، ولد في 17 يوليو 1913 في ميريديان في الولايات المتحدة، وتوفي بنفس المكان في 2 نوفمبر 1993.

## وصلات خارجية
- بابا وليامز على موقعبيزبول رفرنس.كوم (الدوري الرئيسي) (الإنجليزية)
- بابا وليامز على موقعبيزبول رفرنس.كوم (الدوري الثانوي) (الإنجليزية)